# Южный Истр
Южный Истр (фр. Istres-Sud) — кантон во Франции, находится в регионе Прованс — Альпы — Лазурный Берег, департамент Буш-дю-Рон. Входит в состав округа Истр.
Код INSEE кантона — 1349. Всего в кантон Южный Истр входит 3 коммуны, из них главной коммуной является Истр.
Население кантона на 2008 год составляло 52 391 человек.

## Коммуны кантона
| Коммуна            | Население, чел. (1999) | Почтовый индекс | Код INSEE |
| ------------------ | ---------------------- | --------------- | --------- |
| Истр               | 28 395                 | 13800           | 13047     |
| Сен-Митр-ле-Рампар | 5498                   | 13920           | 13098     |
| Фо-сюр-Мер         | 14 732                 | 13270           | 13039     |